# Apodemus latronum
Apodemus latronum és una espècie de mamífer rosegador de la família dels múrids. Són rosegadors de petites dimensions, amb una llargada de cap a gropa de 92 a 107 mm i una cua de 100 a 120 mm. Es troba a les províncies de Qinghai i Sichuan de la Xina i a Myanmar. És una espècie nocturna que viu en boscs alpins i els prats adjacents a una altitud de 2.700 a 4.000 msnm.